# Wieselburg-Land
Wieselburg-Land é um município da Áustria localizado no distrito de Scheibbs, no estado de Baixa Áustria.